# 灰背锯嘴鹪鹩
灰背锯嘴鹪鹩（学名：Odontorchilus branickii）是鹪鹩科锯嘴鹪鹩属的鸟类，分布于南美洲的安地斯山脈北段，包含玻利維亞、哥伦比亚、厄瓜多尔和秘鲁。

## 命名與系統分類學
1883年12月至翌年1月間，波蘭鳥類學家史托茲曼於現今厄瓜多中部的比亞羅採得灰背锯嘴鹪鹩的模式標本。史托茲曼原先在秘魯調查與採集，後來迫於硝石戰爭的影響，才在身兼地主與收藏家的布拉尼茨基支持下轉往厄瓜多，繼續他的研究工作。史托茲曼後來將灰背锯嘴鹪鹩的鳥類標本寄給塔查諾斯基與貝雷普施鑑定，並由這兩位鳥類學家在1885年1月以新物種的地位發表。鑑定完成時，布拉尼茨基甫逝世不久，因此塔查諾斯基與貝雷普施決定以布拉尼茨基的姓作為灰背鋸嘴鷦鷯的種小名，以感謝他多年來對鳥類學的貢獻，以及多次資助波蘭科學家的海外調查。
灰背锯嘴鹪鹩有两个亚种：指名亚种（O. b. branickii）與 O. b. minor（體型略小於指名亞種，因而得名）。有學者認為灰背锯嘴鹪鹩與同屬的锯嘴鹪鹩為同一物種，或是存在复合种關係。

## 外貌描述

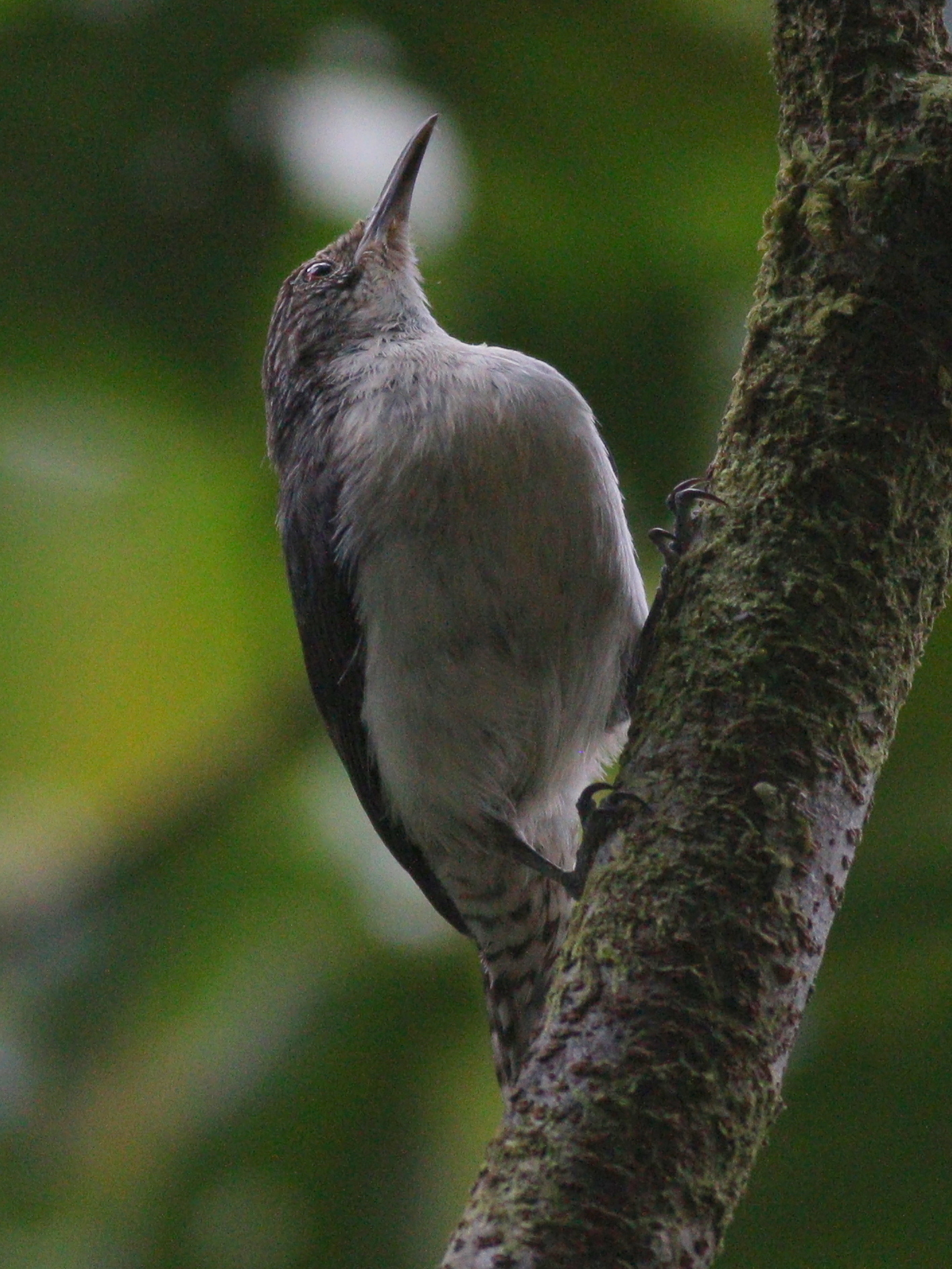
成鳥，攝於秘魯。

灰背锯嘴鹪鹩全长12至13厘米；雄鳥翼長58至61毫米，嘴峰長12至14毫米，跗蹠長16.5至19毫米，尾長49至51毫米；雌鳥翼長55至57毫米，嘴峰長12.5至13毫米，跗蹠長16.5至18毫米，尾長46至50毫米；minor 亞種雄鳥體重9克，而指名亞種雌鳥體重10.2克。指名亚种成鳥的前額至頭頂为茶褐色，枕部和背部为深棕色，而腰部则为褐色。尾羽为中灰色，有分明的黑色条纹，末端有白色羽緣。其眉部、面部与颈部两侧为淡灰褐色，喉部、胸部和腹部为略带浅黄色的白色，两侧呈灰色。minor 亞種成鳥的外貌與指名亞種类似，但中央尾羽的横纹較少。亞成鸟與大致成鳥相近，但胸部的羽色更偏向浅黄色。

## 分布与栖息地
灰背锯嘴鹪鹩的指名亚种的分布范围包括哥倫比亞東部山脈南部和厄瓜多尔、秘鲁与玻利維亞境内的安第斯山脉主脊东側，海拔分布的上下限各有不同：
- 哥伦比亚境内为1200至2300米
- 厄瓜多尔境内为1100至1900米
- 秘鲁境内为750至1800米
- 玻利维亚境内为1200至1700米

minor 亞種则分布于哥倫比亞西部山脈西側和厄瓜多尔极北部，海拔范围为200至500米，但少数情况下可低至100米。该鸟棲息于潮湿山地林的冠层和亚冠层。

## 行为

### 食性
目前学界仅知道该鸟为食虫动物，常与其他食虫鸟类一同觅食。它会在15至30米高的樹上不断沿树冠移动，寻找树枝中的猎物，也会在苔藓和地衣中寻找猎物。

### 繁殖
目前学界对该种的筑巢和产卵习性一无所知，但有猜测认为它可能会同近亲锯嘴鹪鹩一般在树洞中筑巢。

### 发声
灰背锯嘴鹪鹩常发出短促的乾颤音，也会发出一系列类似吹口哨的声音。

## 保護狀況
灰背锯嘴鹪鹩在其分布區域內是少見的留鳥，有学者認為其總数可能正在下降。但國際自然保護聯盟认为灰背锯嘴鹪鹩的分布範圍夠廣，族群的縮減幅度也未達易危（VU）标准，故在其紅色名錄中将灰背锯嘴鹪鹩评为无危（LC）等級。